# Elatostema obovatum
Elatostema obovatum är en nässelväxtart som beskrevs av Hugh Algernon Weddell. Elatostema obovatum ingår i släktet Elatostema och familjen nässelväxter. Inga underarter finns listade i Catalogue of Life.